# Jozef Ráž
Jozef »Jožo« Ráž, slovaški kantavtor in basist iz Bratislave, * 24. oktober 1954, Bratislava, Češkoslovaška
Znan je predvsem kot član skupine Elán.

## Kariera
Jožo Ráž je leta 1968 skupaj s sošolci Vašom Patejdlom, Jurajem Farkašem in Zdenom Balážem ustanovil pop-rock skupino Elán. V osemdesetih letih dvajsetega stoletja so postali ena najbolj priljubljenih češkoslovaških skupin, med letoma 1981 in 1991 so izdali deset albumov, ki po postali uspešni po celotni državi.
Leta 1989 je igral vlogo samega sebe v fikcionaliziranem filmu o skupini Elán, Rabaka.

## Osebno življenje
Ráž je diplomiral na Filozofski fakulteti Univerze Comenius v Bratislavi. Poleti leta 1999 je Ráža med vožnjo z motorjem po središču Bratislave zbil avto. Utrpel je hudo poškodbo glave ter zlom nosu, zapestja in desne noge.
Jozef je v preteklosti že izražal kontroverzna stališča, kot na primer leta 2012, ko je izjavil: "Nisem rasist, vendar se bojim Kitajcev - veliko jih je." Izrazil je tudi svojo podporo avtoritativnim voditeljem, kot so Gustáv Husák, Vladimír Mečiar, Robert Fico, Fidel Castro in Vladimir Putin.
Jozef ima sina, ki je bil marca 2018 predlagan za slovaškega notranjega ministra, vendar je predsednik Andrej Kiska njegovo imenovanje zavrnil.